# A Ditadura Escancarada
A Ditadura Escancarada é o segundo volume da série sobre a ditadura militar no Brasil, escrito pelo jornalista Elio Gaspari. Cobre o intervalo de 1969 (logo após a edição do Ato Institucional no 5) até o extermínio da guerrilha do Partido Comunista do Brasil, nas matas do Araguaia, em 1974.
A ditadura Escancarada é um dos livros originados do ensaio intitulado "Geisel e Golbery, o sacerdote e o feiticeiro" sobre o período da ditadura militar no Brasil. Os outros títulos são:  A Ditadura Envergonhada, A Ditadura Derrotada e A Ditadura Encurralada.